# Deepcut
 (novembre 2023).
Deepcut est une localité anglaise du Surrey située au sud-ouest du centre de Londres.